# Floddelfiner
Floddelfiner, ibland kallade sötvattendelfiner, är en icketaxonomisk grupp med delfiner som lever i sötvattenfloder och flodmynningar i Sydamerika och Asien. Gruppen består av fem recenta arter, och en nyligen utdöd, som inte är så närbesläktade som man tidigare trodde. Tidigare behandlades gruppen antingen som familjen Platanistidae eller som överfamiljen Platanistoidea. Idag förs istället arterna till de fyra familjerna Iniidae, Pontoporiidae, Lipotidae och Platanistidae som placeras i de tre överfamiljerna Inioidea, Lipotoidea och Platanistoidea inom underordningen tandvalar.
Floddelfiner lever mest i mycket grumligt vatten och använder till stor del ekolod för att lokalisera födan. Framförallt de asiatiska arterna har nedsatt synförmåga. 
Samtliga arter är småväxta, 2,5 meter eller mindre och har en tydligt utdragen nos.

## Arter
- Överfamilj Platanistoidea
  - Familj Platanistidae
    - Släkte Platanista
      - Gangesdelfin (Platanista gangetica)
        - Gangesdelfin (P. g. gangetica)
        - Indusdelfin (P. g. minor)

- Överfamilj Inioidea
  - Familj Iniidae
    - släkte Inia
      - Amazondelfin (Inia geoffrensis)
        - I. g. geoffrensis
        - I. g. humbotiana

      - Inia araguaiaensis
      - Inia boliviensis

  - Familj Pontoporiidae
    - släkte Pontoporia
      - Laplatadelfin (Pontoporia blainvillei)

- Överfamilj †Lipotoidea
  - Familj †Lipotidae
    - Släkte †Lipotes
      - †Asiatisk floddelfin (Lipotes vexillifer) (utdöd sedan december 2006)

Utöver dessa arter finns ett flertal kända fossil av andra arter inom de tre överfamiljern.
2012 beslöt Society for Marine Mammalogy att behandla taxonen boliviensis och geoffrensis som goda arter. Detta har dock inte accepterats av merparten av auktoriteterna inom fältet, däribland IUCN, som fortsätter att behandla dess båda taxon som underarter till Amazondelfinen.